# Хамилтън (окръг, Илинойс)
Вижте пояснителната страница за други значения на Хамилтън.
Окръг Хамилтън (на английски: Hamilton County) е окръг в щата Илинойс, Съединени американски щати. Площта му е 1129 km², а населението - 8621 души (2000). Административен център е град Маклийнсборо.